# W. Veríssimo
Wellington Cesar Veríssimo, conhecido artisticamente como W. Veríssimo (Franca, 6 de outubro de 1964) é um artista plástico brasileiro, que se destaca principalmente por suas técnicas de pintura corporal.

## Biografia
Desde criança Wellington se interessava por desenho e pintura. Cursou faculdade de Artes Plásticas na Universidade de Franca. Formado em 1990, abriu a sua própria escola de artes em Franca. Iniciou-se na pintura corporal em 1994 e quatro anos depois sua arte começava a se destacar e passou a ser convidado para apresentar seu trabalho em programas de auditório e de entrevistas de personalidades como Otávio Mesquita, Luciana Gimenez, Sílvio Santos, Gugu Liberato, Eliana, Ana Hickmann e Fausto Silva. Veríssimo cita Albery Seixas da Cunha como um dos artistas que o inspirou.
Veríssimo tornou-se bastante requisitado no meio artístico, para realizar pinturas corporais para desfiles, festas religiosas, carnaval e concursos de beleza como o Mister Brasil Tur. Dentre os artistas que já receberam pinturas corporais se destacam Juju Salimeni, Aryane Steinkopf, Renata Frisson, Valesca, Dani Bolina e Lizi Benites.  Também é convocado por escolas de samba como Império Serrano e Unidos de Vila Isabel no Rio de Janeiro para preparar integrantes para os desfiles.
Em 2008 teve o recorde "Maior número de pinturas corporais" registrado pelo RankBrasil. Os auditores do RankBrasil examinaram 561 diferentes pinturas em corpos humanos. Nesse mesmo ano alcançou repercussão na comunidade gay ao produzir o modelo Gustavo Moretto para um ensaio na revista G Magazine.
Além de pinturas corporais, Veríssimo também pinta telas e cria peças artesanais, desenvolve suas próprias tintas corporais e edita uma revista que leva o seu nome. Mantem um ateliê na cidade de Franca. 